# آدولف ساکس
آنتوان-ژوزف "آدولف" ساکس (به فرانسوی: Antoine-Joseph "Adolphe" Sax) در ۶ نوامبر ۱۸۱۴ در شهر دینان در منطقه والونی کشور بلژیک به دنیا آمد و در ۷ فوریه ۱۸۹۴ در پاریس از دنیا رفت. او سازندهٔ ساز بود و در سال ۱۸۴۶ ساز ساکسوفون را اختراع کرد و با اختراع خودش صدایی نو به جهان موسیقی اضافه کرد.
اوایل ساکسوفون بیشتر به عنوان ساز نظامی و در دستهٔ موزیک ارتش به کار می‌رفت و مارشها را پررنگ تر می‌کرد.

## اختراع ساکسوفون

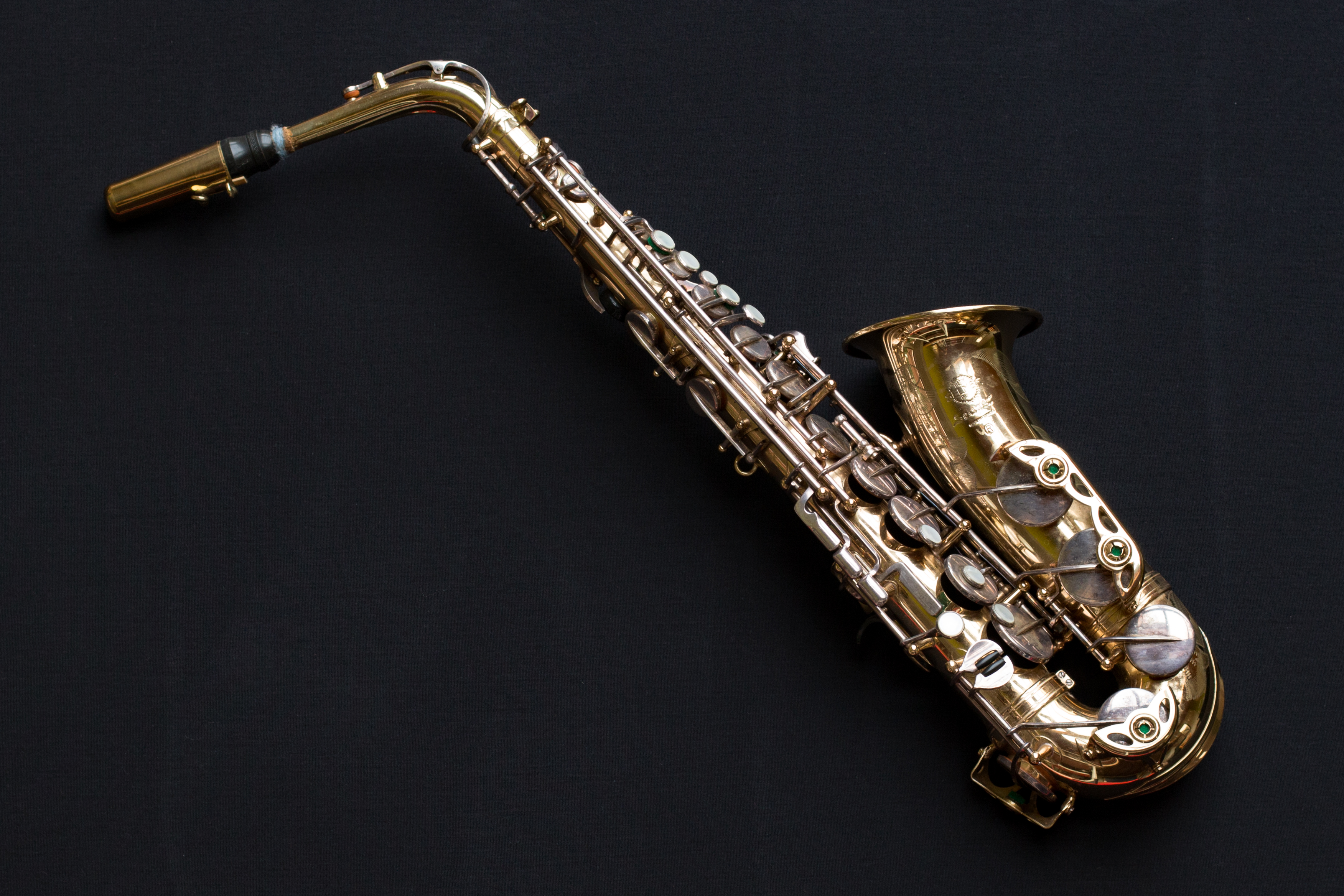
ساز ساکسیفون

در قرن بیستم که جاز و بلوز به موسیقی اول غرب تبدیل می‌شد، ساکسوفون هم نقش خودش را پیدا کرد.
در ساکس هم مثل دیگر سازهای بادی دیگر بین تکنیک و تنفس تأثیر مستقیمی وجود دارد. بیشتر طرفداران ساکسوفون هم سیاهپوستان بودند که به پر نفس بودن شهرت دارند و یکی یکی جادویی جدید به صدای آن اضافه می‌کردند و نامشان را در تاریخ نوازندگان ساکسوفون جاودانه کردند؛ مثل لویی آرمسترانگ و چارلی پارکر.
در اواخر دهه ۱۹۶۰ (میلادی) موسیقی راک همه گیر شد و همچنین ده‌ها شاخه از آن منشعب شد و از مهم‌ترین این سبک‌ها، سبک ژرمن راک بود که گیتار در آن کمرنگ شده و اساس آن روی بیس و کیبورد بود؛ پس نیازمند سازی شد که سولوهای وحشی را به موسیقی‌اش تزریق کند و این ساکسوفون بود که می‌توانست این نیاز را برطرف کند.
ریک دیوس و راجر هادسون در قطعه‌های «آهنگ منطقی» و «حالا ترکم مکن» سولوهای ساکس را وارد کردند و گروه «سوپر ترمپ» را به اوج رساندند. اینگونه بود که در دهه ۱۹۷۰ ساکسوفون ریک دیوس طرفداران زیادی پیدا کرد و رقیب جدی فلوت ایان اندرسون از «جتروتول» شد که عالیترین نمونه‌های استفاده از سازهای بادی در موسیقی راک بودند.
دیک پری نوازنده دوره گردی بود که در کالج با راجر واترز و سید برت همکلاسی بود، وقتی توسط دوستان قدیمی‌اش به استدیوی «ابی رود» پای گذاشت، نقشی انکار ناپذیر را در شاهکار جاودانه پینک فلوید در «نیمه تاریک ماه» بازی کرد.